# Victor Henry (Politiker)
Victor Henry (* 13. Oktober 1886 in Pruntrut; † 1. Januar 1954 ebenda) war ein liberaler Schweizer Politiker reformierter Konfession. Er war langjähriger Regierungsstatthalter im Bezirk Pruntrut und fand internationale Beachtung als Hochkommissar des Völkerbundes bei der Volksabstimmung im Saargebiet 1935. In der Schweizer Armee stieg er bis in den Rang eines Obersts auf.
Seine Eltern waren der Lehrer Victor François Henry und Laure, geborene Châtelain aus Tramelan. Er legte seine Matura 1905 an der Kantonsschule in Pruntrut ab und erlangte anschliessend in Bern das Diplom als Sekundarlehrer. Nach einer kurzen Tätigkeit als Hauslehrer arbeitete Henry ab 1909 bei der Gemeinde Pruntrut, zunächst als Schreiber, dann als Zivilstandsbeamter. Von 1927 bis 1930 wirkte er als Kommandant des Distrikts Delsberg. Im Jahr 1930 kandidierte er erfolgreich auf einer gemeinsamen Liste der Liberalen und der Freisinnigen Partei für das Amt des Regierungsstatthalters im Bezirk Pruntrut. In dieser Funktion wurde er bis 1954 fünfmal wiedergewählt. In dieser Zeit engagierte er sich in der Region in zahlreichen weiteren wirtschaftlichen, sozialen und kulturellen Organisationen.
In den Jahren 1934/35 wurde er als einer von drei Hochkommissaren des Völkerbunds in der Plebiszitkommission für das Saargebiet ernannt und war massgeblich an der Vorbereitung und Durchführung der Volksabstimmung im Saargebiet 1935 beteiligt. In den Jahren 1941/42 wirkte er als eidgenössischer Kommissar für die Internierung und Versorgung der ausländischen Truppen in der Schweiz. Am Ende des Zweiten Weltkriegs war es nicht zuletzt seinen Bemühungen zu verdanken, dass die zeitweise Sperrung der Grenzübergänge durch Frankreich schliesslich zurückgenommen wurde. Im Jahr 1946 wurde Victor Henry von der Universität Dijon für diesen Einsatz die Ehrendoktorwürde verliehen.